# Levina Teerlinc
Pour les articles homonymes, voir Levina.
Levina Teerlinc (née à Bruges entre 1510 et 1520, morte à Londres, le 23 juin 1576) est une miniaturiste flamande de la Renaissance qui a été portraitiste officielle à la cour d'Édouard VI, de Marie Ire et d'Élisabeth Ire.
Levina Teerlinc était la fille aînée de Simon Bening (ou Benninc ou Benninck), célèbre enlumineur de l'école de Gand et Bruges. Elle a probablement appris l'art de l'enluminure auprès de son père, et a pu travailler dans son atelier avant son mariage.

## Carrière
En 1545, elle partit s'installer en Angleterre avec son mari, George Teerlinc de Blankenberge. Elle succéda à Hans Holbein le jeune comme portraitiste du roi Henri VIII, recevant un salaire de 40 livres, légèrement supérieur à celui d'Holbein. Plus tard, elle fit partie des dames d'honneur de l'entourage de Marie Ire et d'Élisabeth Ire.

## Œuvres

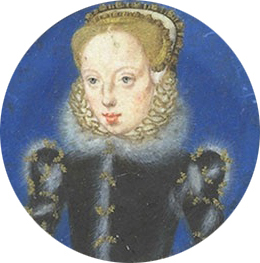
Portrait de Lady Catherine Grey

La liste des œuvres qui lui sont attribuées avec certitude comporte des peintures offertes aux souverains pour leurs étrennes, notamment une Trinité de 1553, destinée à Marie Tudor. Mais c'est dans le développement de la miniature anglaise qu'elle a joué un rôle important. Grâce à des documents écrits nous savons qu'elle a peint de nombreux portraits d'Élisabeth, seule ou en compagnie de membres de sa cour.
Malheureusement, la plupart de ces œuvres ont disparu, et il n'existe aucun document écrit prouvant que les œuvres qui lui sont attribuées sont bien de sa main. Une exposition qui a lieu en 1983, au musée Victoria and Albert Museum représente « la première exposition de miniatures rassemblant des œuvres qui peuvent être attribuées à Levina Teerlinc ». L'exposition rassemblait aussi pour la première fois des œuvres de son prédécesseur, le miniaturiste de cour Lucas Horenbout, ce qui permit de clarifier la question des attributions. L'exposition avait rassemblé cinq miniatures et deux manuscrits enluminés, dont un portrait de Lady Catherine Grey conservé au Victoria and Albert Museum, et des œuvres appartenant aux collections du Yale Center for British Art, de la Royal Collection (deux portraits présumés de la jeune Élisabeth) et à des collections privées. Le critique Roy Strong est d'avis qu'une partie des miniatures présentées semblent être de la même main, caractérisée par un dessin malhabile, une peinture légère et transparente et un coup de pinceau qui manque de fermeté.
On attribue aussi à Levina la conception du grand sceau d'Angleterre utilisé par Marie Tudor, et celle du premier sceau d'Élisabeth.

### Catalogue succinct
- Portrait de Lady Katherine Grey, 1555–60, Victoria and Albert Museum, Museum no. P.10-1979[2]
- Portrait d'une jeune femme, 1549, Victoria and Albert Museum, Museum no. P.21-1954[3]
- Attribution douteuse, Portrait de Mary I, Collection du duc de Buccleuch (en)
- Attribution douteuse, Portrait d'une jeune femme, Collection de sa Majesté la Reine, Windsor Castle
- Attribution douteuse, Portrait d'Elizabeth I en habit d'apparat, Collection de l'abbaye de Welbeck